# Charles D. Nottingham
Charles „Chip“ Denmead Nottingham (geboren am 23. September 1965 in Washington, D.C.) ist ein amerikanischer Anwalt. Von 2006 bis 2009 war er Chairman der amerikanischen Regulierungsbehörde Surface Transportation Board.

## Leben
Charles D. Nottingham studierte an der Wesleyan University in Middletown (Connecticut) und erhielt 1989 den Abschluss als Bachelor of Arts. Seinen Juris Doctor legte er 1994 an der George Mason University School of Law ab. Er besitzt die Anwaltszulassung in Virginia.
Nach seinem Studium arbeitete er von 1995 bis 1996 als Berater für den republikanischen Kongressabgeordneten Thomas M. Davis und leitete danach bis 1997 dessen Mitarbeiterstab. In der gleichen Funktion arbeitete er 1997 bis 1998 für den Abgeordneten Bob Goodlatte. Anschließend war er bis 1999 stellvertretender Verkehrsminister des Bundesstaates Virginia. Danach arbeitete er bis 2002 als Transport Commissioner und Vorsitzender des Transportation Boards von Virginia. Er war damit der leitende Angestellte für die über 10.000 Beschäftigten des Verkehrsministeriums von Virginia mit einem Jahresbudget von mehr als 3 Milliarden Dollar. 2002 war er Berater des Reform-Komitees des Repräsentantenhauses. Danach war er Associate Administrator für Grundsatzfragen und Regierungsangelegenheiten bei der Federal Highway Administration. In seiner Amtszeit war er mitverantwortlich im Gesetzgebungsverfahren von deregulierenden Gesetzen im Transportbereich.
Im Juni 2006 wurde er von George W. Bush zum Vorsitzenden des Surface Transportation Boards sowie für den vakanten Sitz von Roger Nober nominiert. Nach seiner Bestätigung durch den Senat trat er sein Amt am 14. August 2006 an und löste W. Douglas Buttrey ab. Am 12. März 2009 gab er den Vorsitz ab. Während seiner Amtszeit wurde die Verfahren für die Ermittlung der Kapitalkosten der Bahngesellschaften überarbeitet, die Verfahren bei strittigen Tarifen verschlankt, überarbeitet und transparenter gemacht. Außerdem wurden die umstrittenen kartellrechtlichen Ausnahmeregelungen für LKW-Transporte beseitigt. Er blieb über das turnusmäßige Ende seiner Amtszeit am 31. Dezember 2010 noch bis zum 18. März 2011 Mitglied des Boards, bis seine Nachfolgerin Ann D. Begeman nominiert wurde.
Seit 2011 ist er als Berater und Fachanwalt tätig.
Charles D. Nottingham ist verheiratet und hat zwei Kinder.